# Rafael Lucena Marques
Rafael Lucena Marques (sinh ngày 11 tháng 9 năm 1989) là một cầu thủ bóng đá người Bồ Đào Nha thi đấu cho Oriental.

## Sự nghiệp câu lạc bộ
Anh ra mắt chuyên nghiệp tại Giải bóng đá hạng nhất quốc gia Bồ Đào Nha cho Oriental vào ngày 20 tháng 9 năm 2015 trong trận đấu trước Desportivo Aves.